# Simon Charlton
Simon Thomas Charlton (* 25. Oktober 1971 in Huddersfield) ist ein ehemaliger englischer Fußballspieler. Als linker Außenverteidiger, der auch in der Abwehrmitte und im Mittelfeld eingesetzt werden konnte, spielte er in der Premier League für den FC Southampton, die Bolton Wanderers sowie Norwich City.

## Sportlicher Werdegang
Charlton begann die Fußballerlaufbahn bei dem in seiner Geburtsstadt beheimateten Klub Huddersfield Town. Dort entwickelte sich der vielseitig einsetzbare Abwehrspieler ab der Saison 1990/91 zu einer Stammkraft und in den beiden Spielzeiten darauf wurde er jeweils in die Drittligamannschaft des Jahres gewählt. Für die Ablösesumme von 250.000 Pfund wechselte er dann im Juni 1993 in die Premier League zum FC Southampton.
Bei dem Erstligisten wuchs er im Verlauf der zweiten Hälfte der Saison 1993/94 in die Rolle des Nachfolgers von Micky Adams als Linksverteidiger hinein. Obwohl dies seine bevorzugte Position war und er dort seine Stärken bei Flankenläufen am besten ausspielte, wurde er unter vier verschiedenen Trainer flexibel auch im Mittelfeld und im Defensivzentrum eingesetzt. Stammspieler auf der linken Abwehrseite war er selten; sein Hauptkonkurrent dort war Francis Benali und dazu sorgten Verletzungen immer wieder für Zwangspausen. Als dann Dave Jones neuer Trainer in Southampton wurde, ging Charltons Zeit in der Saison 1997/98 zu Ende. Jones setzte fortan auf Benali und brachte zudem Lee Todd von seinem Ex-Klub Stockport County mit. Charlton wurde in die Reservemannschaft degradiert, „rettete“ sich dann aber im Dezember 1997 leihweise zum Zweitligisten Birmingham City. Der Neuanfang bei den „Blues“ war auf Anhieb erfolgreich und nur einen Monat später wurde er fest verpflichtet. Mit Hilfe des vereinseigenen Physiotherapeuten, der Charltons wiederkehrende Rückenprobleme schnell in den Begriff bekam, sorgte er für eine spürbare Belebung auf der linken Seite im Team von Trainer Trevor Francis – auch seine weiten Einwürfe stellten ein probates Mittel bei Offensivaktionen dar. Er harmonierte besonders gut mit Chris Marsden, an dessen Seite er schon in Huddersfield gespielt hatte. Kurz nachdem dieser dann nach FC Southampton verkauft worden war, ging auch Charltons Zeit zu Ende.
Im Juli 2000 heuerte er beim Zweitligakonkurrenten Bolton Wanderers an. Bereits in seinem ersten Jahr gelang ihm mit dem Klub der Aufstieg in die Premier League. Dort bestritt er drei weitere Spielzeiten – oft auch in der Innenverteidigung – und in der Saison 2003/04 erreichte er mit Bolton das Endspiel im Ligapokal, das mit 1:2 gegen den FC Middlesbrough verloren ging. Es folgte ein weiterer Wechsel zum Erstligaaufsteiger Norwich City, mit dem Charlton jedoch nicht die Klasse halten konnte und als Tabellenvorletzter wieder in die Zweitklassigkeit zurückfiel. Nach einem weiteren Jahr in Norwich ließ er beim Drittligisten Oldham Athletic seine Karriere ausklingen – dort überschritt er auch die Marke von 500 Profiligaspielen.
Nach einer kurzen Phase zurück in Norwich als Jugendtrainer sammelte er in der niederklassigen Eastern Counties League bei Mildenhall Town erste Erfahrungen als Spielertrainer. Er erlangte im Jahr 2011 die Trainer-A-Lizenz der UEFA, aber der erhoffte Weg ins Profigeschäft als Übungsleiter blieb in der Folgezeit verwehrt. Stattdessen arbeitete er in seiner Wahlheimat Norfolk an einem weltweit aktiven Sichtungs- und Entwicklungsprojekt für Fußballtalente. Im November 2019 nahm er eine neue Aufgabe als Akademieleiter von Go Pro Sports in Dubai an.

## Titel/Auszeichnungen
- PFA Team of the Year (2): 1991/92 (3. Liga), 1992/93 (3. Liga)